# Antispila
Antispila is een geslacht uit de Heliozelidae, een familie uit de orde Lepidoptera  (Vlinders).

## Soorten
- A. ampelopsia Kuroko, 1961
- A. ampelopsisella Chambers, 1874
- A. anna Fletcher, 1920
- A. argentifera Braun, 1927
- A. argostoma Meyrick, 1916
- A. argyrozona Meyrick, 1918
- A. aristarcha Meyrick, 1916
- A. aurirubra Braun, 1915
- A. corniella Kuroko, 1961
- A. cyclosema Meyrick, 1921
- A. chlorosema Meyrick, 1931
- A. eugeniella Busck, 1900
- A. freemani Lafontaine, 1973
- A. grimmella (Hübner, 1824)
- A. hikosana Kuroko, 1961
- A. hydrangifoliella Kuroko, 1961
- A. inouei Kuroko, 1987
- A. isabella Clemens, 1860
- A. isorrhythma Meyrick, 1926
- A. iviella Kuroko, 1961
- A. jurinella (Hübner, 1811)
- A. major Kearfott, 1907
- A. merinaella (Viette, 1955)
- A. mesogramma Meyrick, 1921
- A. metallella

Grote kornoeljegaatjesmaker (Denis & Schiffermüller, 1775)
- A. micrarcha Meyrick, 1926
- A. nolckeni Zeller, 1877
- A. nyssaefoliella Clemens, 1860

- A. oinophylla van Nieukerken & Wagner, 2012
- A. orbiculella Kuroko, 1961
- A. orthodelta Meyrick, 1931
- A. pariodelta Meyrick, 1929
- A. pentalitha Meyrick, 1916
- A. petryi Martini, 1899
- A. pfeifferella (Hübner, 1810)
- A. postscripta Meyrick, 1921
- A. praecincta Meyrick, 1921
- A. purplella Kuroko, 1961
- A. salutans Meyrick, 1921
- A. selastis Meyrick, 1926
- A. stachjanella Dziuraynski, 1948
- A. tateshinensis Kuroko, 1987
- A. treitschkiella

Kleine kornoeljegaatjesmaker (Fischer von Roslerstamm, 1843)
- A. trypherantis Meyrick, 1916
- A. uenoi Kuroko, 1987
- A. voraginella Braun, 1927